# Девин (Словакия)
Де́вин (словац. Devín, венг. Déveny, нем. Theben) — административное подразделение Братиславы, столицы Словакии, расположенное в Братиславском IV районе. Первоначально это была деревня в месте слияния рек Дунай и Морава, но Девин сохранил свой сельский характер и сегодня является одним из самых маленьких по численности населения районов Братиславы. Это важный археологический объект, на котором находятся руины замка Девин.
Географически Девин расположен у подножья Девинской Кобылы, рядом с Девинскими воротами, узким участком реки Дунай, который считался западными воротами в Венгерское королевство. Он расположен недалеко от границы между Словакией и Австрией, которая расположена по середине рек Морава и Дунай и которая ранее была частью железного занавеса между Восточным и Западным блоками.

## Этимология
Слово Девин происходит от словацкого слова deva, что означает «девушка».

## Географическое расположение
Девин граничит с Австрией с юга и запада, с городом Девинска-Нова-Вес с севера, с городом Дубравка с востока. Также граничит с Карлова Вес на юго-востоке.

## История
Благодаря своему стратегическому расположению на месте слияния рек Дунай и Морава, близлежащий утёс в Девине стал идеальным местом для форта. Территория было заселена ещё в эпоху неолита. Свои форты на этой земле возводили кельты и римляне.

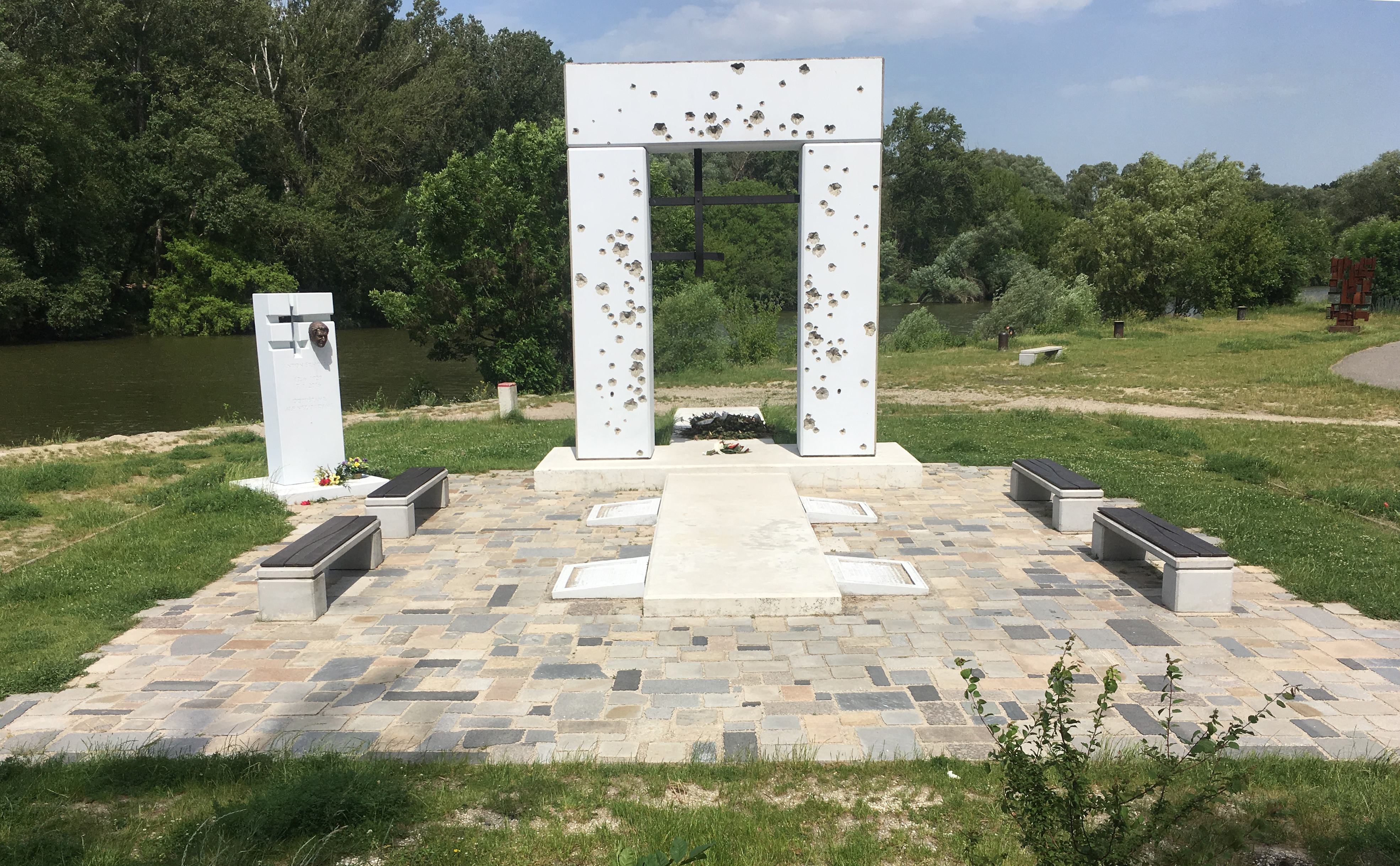
Мемориал «Железный занавес» в Девине.

Впервые Девин упоминается в документе 1237 года под названием Вилла Тебин. Первоначально это была небольшая деревня, принадлежавшая замку Девин, но в XV веке она быстро приобрела статус небольшого города. Хорваты, спасавшиеся от приближавшихся на юге османов, поселились здесь в XVI веке.  Замок над деревней был сожжён войсками Наполеона в 1809 году. Из-за преимущественно немецкого населения деревня была передана Германии в рамках Мюнхенского соглашения в 1938 году. С октября 1938 года по апрель 1945 года Девин входил в состав Нижней Австрии, находящейся в составе Третьего Рейха. В 1946 году Девин был возвращен Чехословакии и стал частью Братиславы, а немецкие жители были изгнаны.

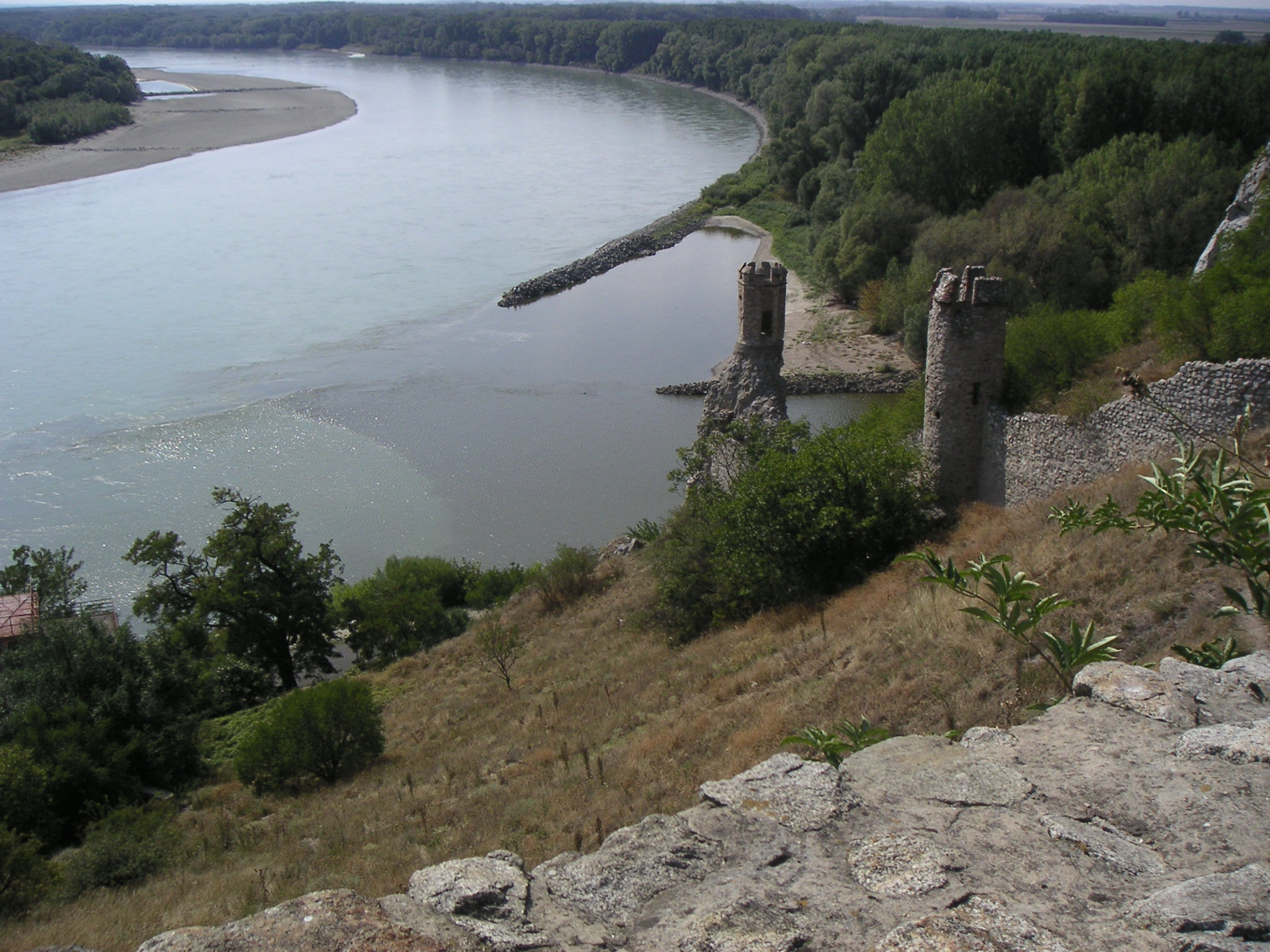
Замок Девин над Дунаем.

Во время Холодной войны Девин находился за железным занавесом, а северные берега рек Дунай и Морава были сильно укреплены. Пограничные укрепления были демонтированы после Бархатной революции 1989 года, и теперь доступ к берегу реки свободен.

## Характеристика
Девин довольно часто затопляется реками Морава и Дунай. Самое сильное наводнение в новейшей истории произошло в августе 2002 года.
В этом районе проводится старейшее организованное соревнование по бегу в Словакии — национальный забег Девин-Братислава, (протяжённость почти 12 километров).

## Галерея

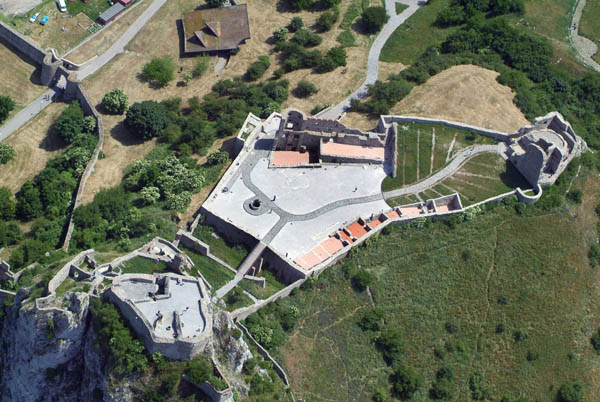
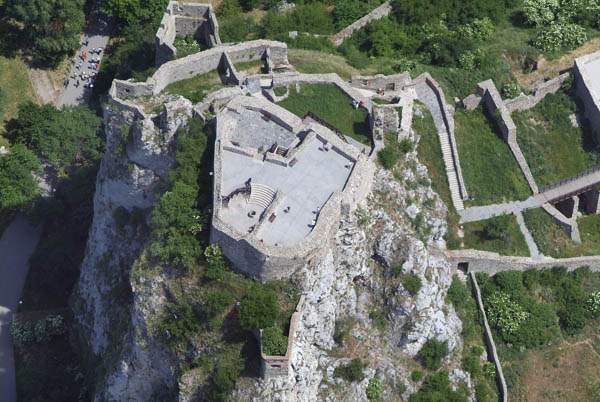
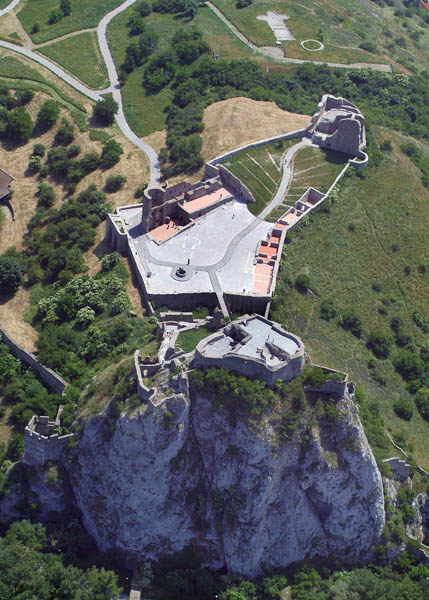
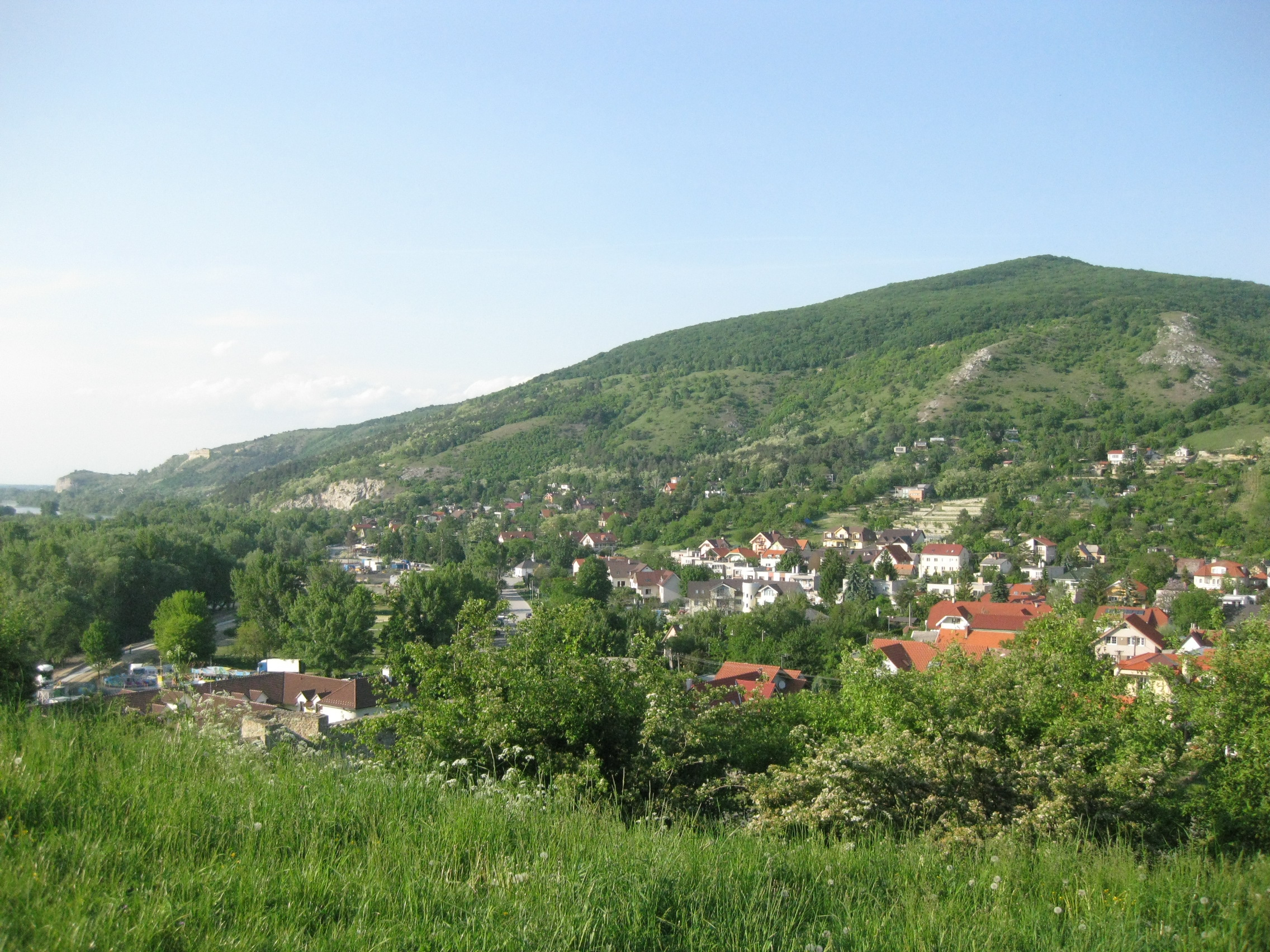
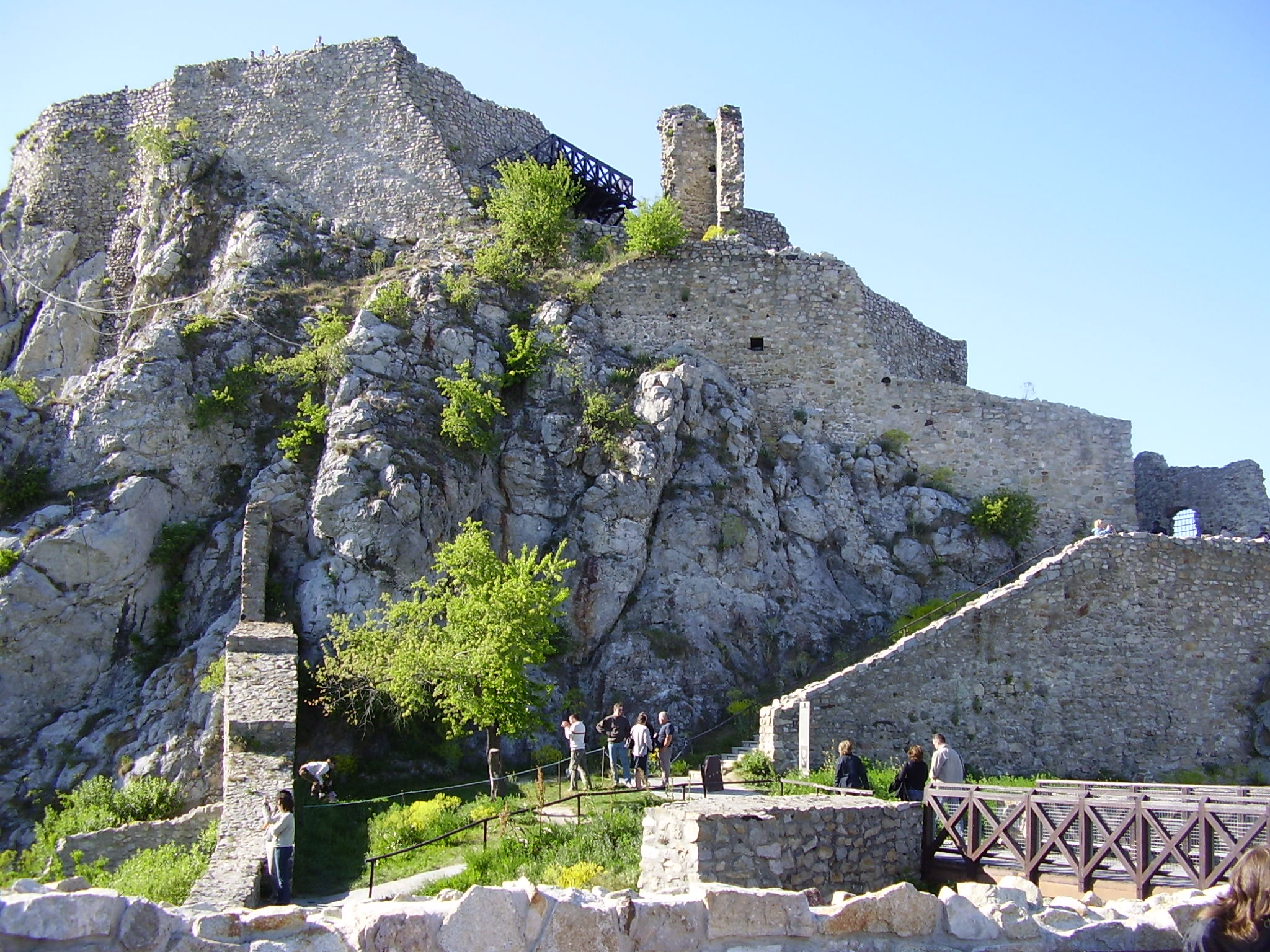